# Великобережецький палац
Великобережецький палац — втрачена історична будівля в селі Великих Бережцях Кременецької громади Кременецького району Тернопільської области.

## Історія
Побудований Марціном Тарновським за проєктом архітектора Якуба Кубицького в XIX ст.
Класицистичний будинок, увічнений на малюнках Наполеона Орди та Генріха Пейера, був зрівняний з землею під час Першої світової війни.

## Парк
Двоповерховий палац був розташований в розкішному парку. Тадеуш Єжи Стецький так описував парк: він складався зі старих дерев, а далі — англійський сад, з оранжереєю, ананасарнею і теплицями. По периметру палацу і саду розташовувалися стайні та каретні, а поруч з ними помешкання для гостей.